# Tine Reymer
Tine Reymer (Schoten, 7 september 1974) is een Belgische actrice en zangeres.

## Biografie
In 1996 studeerde Reymer af aan de kleinkunstafdeling van de Studio Herman Teirlinck. Ze was al te zien in tal van theatershows en televisieprogramma's. Daarnaast is Reymer ook zangeres en schrijft ze eigen teksten en muziek.

### Theater
Ze tekende samen met Dimitri Leue voor heel wat kindertheatervoorstellingen. In HETPALEIS voerden ze samen Zee-mineur en Zee-majeur op, in BRONKS onder andere Zarah, of de vogels komen terug uit het Zuiden. Daar vervoegde Warre Borgmans het tweetal voor Nonkel Eddy. In 2004 acteerde Reymer met Dimitri Leue en Wouter Hendrickx in HETPALEIS in In de naam van Sebastiaan of hoe een steen aantrekkelijk kan zijn, waarvoor ze ook het kostuumontwerp verzorgde.

### Actrice
Ze vertolkte de vrouwelijke hoofdrol van Lena Belli in de televisieserie Sedes & Belli en had (hoofd)rollen in o.a. de films Windkracht 10: Koksijde Rescue van Hans Herbots en Loft en De Premier van Erik Van Looy. In de twee seizoenen van serie Salamander, uitgezonden in 2013 en 2018, wordt ze als Patricia Wolfs de nieuwe vlam en later partner van hoofdpersonage Paul Gerardi, een rol die wordt vertolkt door Filip Peeters. Als advocate van meerdere Antwerpse drugsdealers speelt ze in Fair Trade. Op televisie speelde ze zichzelf samen met vriendin Tine Embrechts in Beste vrienden.

### Muziek
In 1995 had Reymer haar cd-debuut met Flowers for Breakfast, een Belgische Rockgroep rond Tom Pintens en Tine Reymer. Flowers For Breakfast was actief van 1994-2001.
El Tattoo Del Tigre was het volgende project voor Reymer van 1999 tot 2009. Een grootschalige Belgische mambo big band waar ze samenwerkte met o.a. Nele Bauwens, Esmé Bos, Tine Embrechts, Pieter Embrechts, Bart Voet en 'masters of ceremony' Adriaan Van den Hoof en Peter Van den Begin.
In 1998 zong ze voor Radio 1 de Jacques Brel-nummers Les Flamandes en Fernand bij een eerbetoon naar aanleiding van de twintigste verjaardag van zijn overlijden. In 2001 zong ze mee Liefde in van De Mens en in 2006 verzorgde ze de achtergrondzang op het album An Pierlé & White Velvet van An Pierlé.
In 2006 richtte ze Billie King op, een band met een volledig vrouwelijke bezetting, bestaande uit Isolde Lasoen, Chantal Willie, Sara Gilis en Nele De Gussem. De band bracht in 2006 het album 'There You Go, My Love' uit.
In de herfst van 2010 ging ze op Country Ladies - A Tribute tournee langs de Vlaamse cultuurcentra met Roland Van Campenhout, Nathalie Delcroix en Eva De Roovere.
In 2015 bracht Reymer het album 'Thrill My Soul' uit, ditmaal met een groep onder haar eigen naam 'Reymer'. Reymer bestaat uit Tom Pintens, Pieter Van Buyten, Aarich Jespers, Leen Diependaele en Fiona Brown.

## Discografie
Flowers For Breakfast
Albums
- Baron Samedi Conducts the Onion Philharmonique (1996)
- Ego (1998)
- Homebound (1998)

Ep's
- Nervous (1995)

Singles
- One Man Show (1996)
- Onions (1996)
- Quicksand Valley (1996)
- You Wish (1998)
- A Shiny Future (1998)

El Tattoo Del Tigre
Albums
- El Tattoo del Tigre (2001)
- Sensacional (2003)
- Chico Max (2005)

Singles
- Beerebee cum bee (2001)
- The Crickets sing for Ana Maria (2001)
- El Tattoo del Tigre (2003)
- Mucha Emocion (2003)
- Un Cortado Mas (2004)

Billie King
- 2006 There You Go, My Love

Reymer
Albums
- Thrill My Soul (2015)
- Rebel Heart (2019)

Singles
- Under My House (2015)
- The Hill (2015)
- In Dreams (2016)
- Secret (2019)
- Rise (2019)
- Velvet Gloves (2020)

## Filmografie
- Buiten De Zone (1996)
- Super (1997)
- Kulderzipken (1997) - Alsdaniër
- F.C. De Kampioenen (1997) - Sophie
- De Raf en Ronny Show (1998) - Nina
- Recht op Recht (1999) - Karen Demulder
- Meneer Frits (1998)
- Kurrel en Co (1999) - Annemie Mees
- Shades (1999) - Bianca
- Bedankt (2000) - Jutta
- Team Spirit (2000) - Annelies Moons
- Saturday night fear (2001)
- Sedes & Belli (2002) - Lena Belli
- Windkracht 10: Koksijde Rescue (2006) - Marleen Nys
- Loft (2008) - Barbara Stevens
- Witse (2009) - Tilda Coppens
- Mega Mindy (2010) - Vanessa
- Zingaburia (2012) - General Manager Trendy Lady
- Code 37 (2012) - Kaat De Roeck
- Salamander (2013) - Patricia Wolfs
- Safety First (2014) - Dokter
- De premier (2016) - Christine
- Salamander 2 (2018) - Patricia Wolfs
- Bastaard (2019) - Nina
- Black-out (2020-2021) - GC Federale Politie
- Fair Trade (2021) - Nadia Camus
- The Chapel (2023) - Hilde

## Privé
Reymer is sinds 2011 gehuwd met acteur Peter Van den Begin, met wie zij twee dochters heeft.
- Bibliothèque nationale de France: cb17139194j (data)
- International Standard Name Identifier: 0000 0001 3360 9662
- MusicBrainz: b927e9f2-bdb6-4c85-991e-d0c846f3f19a
- Virtual International Authority File: 316679362
- WorldCat: E39PBJy47Yfhjd4CMGbCQYk7HC